# ГЕС Qínglǎng
ГЕС Qínglǎng (晴朗水电站) — гідроелектростанція у центральній частині Китаю в провінції Сичуань. Використовує ресурс із річки Маоергай, лівої притоки Хейшуй, котра в свою чергу є правою притокою Міньцзян (великий лівий доплив Янцзи).
В межах проекту річку перекрили бетонною греблею висотою 20 метрів та довжиною 56 метрів, яка утримує водосховище з об'ємом 20,5 млн м3 та припустимим коливанням рівня поверхні між позначками 2651 та 2656,5 метра НРМ.
Зі сховища через лівобережний гірський масив прокладено дериваційний тунель довжиною 16,2 км, котрий транспортує ресурс до наземного машинного залу. Тут встановлено три турбіни потужністю по 60 МВт, які використовують напір у 361 метрів та забезпечують виробництво 802 млн кВт-год електроенергії на рік.